# Sestry augustiniánky misionářky
Sestry augustiniánky misionářky (španělsky: Hermanas Agustinas Misioneras) je ženská řeholní kongregace, jejíž zkratkou je A.M.

## Historie
Španělští augustiniáni potřebovali misionáře na Filipínách a proto se rozhodli z terciárního společenství vytvořit novou řeholní kongregaci avšak většina terciářek odmítla. Později se tři ženy z rohovou uskupení, Querubina Samarra, Mónica Mujal a Clara Cantó rozhodli vytvořit tuto novou kongregaci, a to dne 27. dubna 1890. Městem založení byl Madrid. Kongregace vznikla pod vedením kardinála Ciriaca Maríi Sancha y Hervás, dnes svatořečeného.
Dne 26. října 1892 získala od Svatého stolce povolení k činnosti a definitivní schválení získala 28. srpna 1962.

## Aktivita a šíření
Kongregace se věnuje misionářské práci v sociální oblasti a oblasti vzdělávání.
Jsou přítomni v Alžírsku, Argentině, Brazílii, Chile, Číně, Kolumbii, Dominikánské republice, Rovníkové Guineze, Indii, Itálii, Keni, Mosambiku, Peru, ve Španělsku, na Tchaj-wanu a v Tanzanii; generální kurie se nachází v Římě.
K roku 2005 měla kongregace 479 sester v 74 domech.